# Corrugações
Corrugações, também conhecidas como ondulações, costeletas, costelas de vaca ou ainda catabi (norte do Brasil), são um tipo de irregularidade que pode ocorrer na superfície de uma estrada não pavimentada (popularmente chamada de estrada de chão ou de terra).
As corrugações consistem em uma série de sulcos regularmente espaçados ou ondulações que ocorrem em intervalos bastante regulares, perpendiculares à direção do tráfego.